# Kayla Mueller
Kayla Jean Mueller (14 de agosto de 1988 – c.. 6 de febrero de 2015) fue una activista por los derechos humanos y trabajadora de ayuda humanitaria de Prescott (Estados Unidos). Fue capturada en agosto de 2013 en Alepo, Siria, después de salir de un hospital de Médicos Sin Fronteras. Los medios de comunicación informaron durante mucho tiempo que una persona estadounidense de 26 años trabajadora de ayuda humanitaria era retenida por el Estado islámico de Irak y Siria (ISIS) sin nombrarla, a petición de su familia. En 2015, fue asesinada en circunstancias inciertas, después de ser violada repetidamente por sus captores que la utilizaban como esclava sexual.

## Primeros años, activismo y ayuda humanitaria
Mueller era nativa de Prescott, Arizona. Después de graduarse de la Tri-City College Prep High School en 2007, asistió a la Northern Arizona University en Flagstaff.
Mueller era una devota cristiana presbiteriana. Como estudiante universitaria, fue activa en un ministerio del campus ecuménico cristiano, el United Christian Ministries.
Mueller apoyó causas de ayuda humanitaria, derechos humanos, tutoría juvenil, y activismo medioambiental. Su implicación en el activismo de derechos humanos y la ayuda humanitaria incluyó trabajar en la India con refugiados tibetanos. Su trabajo como voluntaria en Oriente Próximo fue con el Movimiento de Solidaridad Internacional propalestino y ayudó a refugiados africanos en Israel con el Centro de Desarrollo de Refugiados africano. Otras actividades humanitarias de Mueller en su país y en el extranjero fueron con Vrindavan Food For Life, el cual proporciona alimentos, educación, y cuidado médico a personas necesitadas; y durante la universidad, con Food Not Bombs

## Secuestro por el ISIS
Mueller empezó a trabajar en el sureste de Turquía en diciembre de 2012, asistiendo a refugiados sirios. El 3 de agosto de 2013, viajó a la ciudad siria de Alepo junto con un residente sirio, un contratista contratado para instalar algunos equipos de comunicaciones en el hospital de Médicos Sin Fronteras en Alepo.
Aunque Mueller había estado trabajando con la agenda de ayuda internacional Support to Life en Turquía, este viaje no estaba relacionado con el trabajo de Mueller. El personal de Médicos Sin Fronteras se quedaron "estupefactos" al verla llegar, temiendo por su seguridad, dado que Siria era peligrosa para los cooperantes de ayuda internacional en medio de una guerra civil. Al día siguiente, Médicos sin Fronteras intentó conducir a Mueller hasta una estación de autobús de manera que pudiera regresar a Turquía.
El coche sin embargo fue emboscado, y Mueller y el hombre sirio fueron secuestrados por el ISIS. El hombre sirio fue liberado más tarde.

## Cautividad e intento fallido de rescate
El ejército de Estados Unidos y la familia de Mueller intentaron rescatarla varias veces, dedicando grandes recursos a la búsqueda. En julio de 2014, fuerzas de operaciones especiales estadounidenses (Delta Force y Navy Seals Team Six) allanaron una refinería de petróleo abandonada cerca de Raqqa en un intento fallido por encontrar al reportero James Foley (más tarde asesinado por el Estado Islámico) y otros rehenes. Los comandos encontraron evidencias de que los rehenes habían estado retenidos allí recientemente, encontrando escritos en las paredes de las celdas y cabello que se cree era de Mueller, pero la refinería ya estaba vacía.
Un portavoz de la familia dijo que los padres de Mueller "a menudo se comunicaban con la Casa Blanca para tratar de liberar a su hija." En el verano de 2014, cuando se agotaron otras opciones, los padres enviaron una carta al presidente Obama pidiendo que considerara intercambiar a Mueller por Aafia Siddiqui, una terrorista condenada a 86 años en prisión federal; la liberación de Siddiqui era una vieja demanda de ISIS y al-Qaeda. El intercambio propuesto no tuvo lugar; la administración Obama también rehusó demandas de otros grupos militantes para intercambiar a Siddiqui.
Catherine Herridge de Fox News informó vía fuentes anónimas que la ubicación de Mueller y otros rehenes estadounidenses era conocida por la Casa Blanca en mayo de 2014. Sin embargo, una decisión con respecto a una posible misión de rescate se demoró siete semanas, porque la Casa Blanca había pedido más inteligencia para ser obtenida. Para entonces, los rehenes habían sido dispersados.
En agosto de 2015, el New York Times informó que Mueller había sido forzada a contraer matrimonio con Abu Bakr al-Baghdadi, el líder del Estado Islámico, que la violó repetidamente. También habría sido torturada.
Se informó en mayo de 2015 que Mueller era una "esclava personal" de Abu Sayyaf. En agosto de 2015, ABC News informó que la viuda de Abu Sayyaf, Umm Sayyaf, había confirmado que al-Baghdadi había sido el primero en abusar de Mueller.
Prisioneros amigos que fueron liberados o consiguieron huir informaron de la fuerza y compasión de Mueller. Estaba preocupada por la seguridad de los demás, incluso dejando intencionadamente pasar intentos de huida para ofrecerles a otras mujeres una mejor posibilidad. Después de meses de abusos y torturas prolongados, miembros del Estado Islámico, conocidos por su persecución a los cristianos, intentaron utilizarla en su propaganda reclamando que había abandonado la fe cristiana delante de otros prisioneros masculinos, pero ella lo negó. Daniel Rye Ottosen, un fotógrafo independiente danés y prisionero amigo, dijo que los hombres en la habitación "...Quedaron impresionados por la fuerza que mostró delante de nosotros. Aquello estaba muy claro."

## Muerte
El 6 de febrero de 2015, una cuenta de medios de comunicación afiliada a ISIS publicó una declaración reclamando que una rehén estadounidense del grupo había sido asesinada en uno de los ataques aéreos jordanos sobre Raqqa. La declaración se produjo pocos días después de la liberación de un vídeo que mostraba al piloto de combate jordano, Muath Al-Kasasbeh, siendo quemado vivo por ISIS y la posterior ejecución de Sajida Mubarak Atrous al-Rishawi y otros prisioneros de Jordania. La declaración fue más tarde traducida por el SITE Intelligence Group, identificando a la rehén como Mueller. Otros informes también reclamaron que Mueller murió en un ataque aéreo norteamericano. Mueller había sido rehén de ISIS 18 meses.
Como parte de la declaración, ISIS publicó una foto de un edificio dañado, alegando que Mueller había muerto en un ataque aéreo jordano al edificio, donde la habían dejado sola sin guardias, pero ninguna prueba de muerte fue proporcionada. El Pentágono estuvo de acuerdo en que el edificio era uno de los bombardeados, pero discutió que Mueller o cualquier otro civil hubiera estado en el interior  en el momento. El sitio había sido bombardeado por la coalición dos veces antes, y fue atacado porque los soldados de ISIS a veces regresaban a sitios bombardeados, pensando que la coalición no los bombardearía otra vez, según el  portavoz del Pentágono John Kirby. Después de esto, el nombre de Mueller fue revelado por los estadounidenses y otros medios de comunicación con el consentimiento de la familia.
El 10 de febrero de 2015, la familia de Mueller anunció que ISIS les había confirmado su muerte enviándoles un correo electrónico, con tres fotografías de su cadáver, con la cara magullada y llevando un hiyab negro. La portavoz del Consejo de Seguridad Nacional Bernadette Meehan dijo que este mensaje fue autentificado por la comunidad de inteligencia. El presidente Barack Obama ofreció su pésame a la familia Mueller.
El 9 de septiembre de 2015, la BBC emitió una entrevista a una mujer yazidí que había sido liberada luego de ser secuestrada y esclavizada sexualmente por ISIS, en la que decía que fue compañera de cautiverio de Kayla Mueller y que esta había sido asesinada por ISIS y no por un bombardeo de la coalición.
El 24 de agosto de 2016, ABC News informó que Médicos sin Fronteras se había negado a ayudar a negociar su liberación. La organización humanitaria emitió entonces su versión de la historia en una declaración (desde entonces eliminada pero archivada) en el sentido de que se sintieron limitados en sus acciones por las complejidades de la situación más amplia y su falta general de experiencia en la negociación de rehenes.

## Procedimiento legal
El 8 de febrero de 2016, los fiscales estadounidenses de Virginia acusaron a Umm Sayyaf de proporcionar soporte material a una organización terrorista extranjera que resultó en la muerte de una persona. El cargo federal conlleva una pena máxima de cadena perpetua. Permanece bajo custodia iraquí por cargos relacionados con terrorismo.

## Reacciones

### Familia

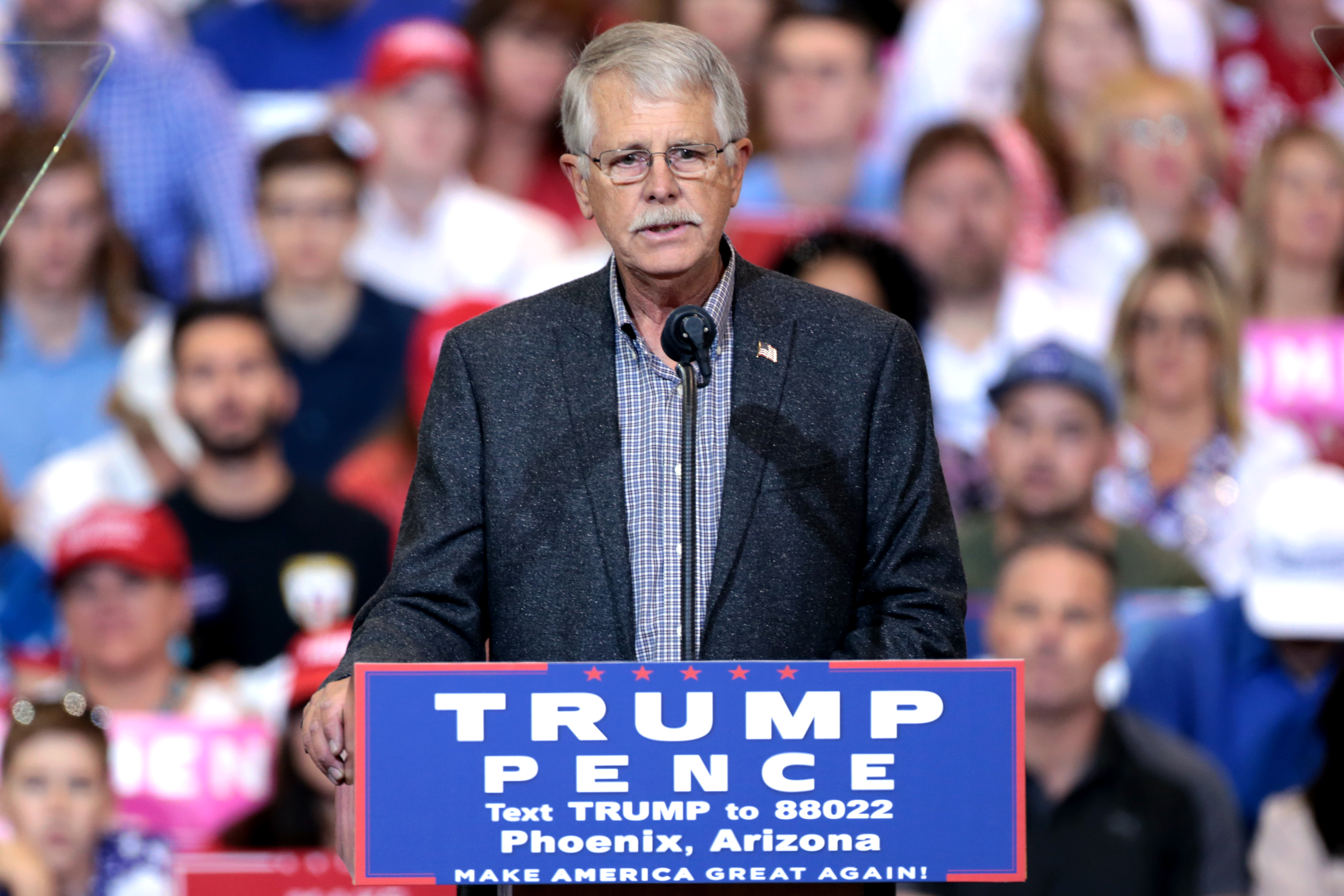
Carl Mueller hablando en un mitin a favor de Donald Trump en Arizona, octubre de 2016.

Los padres de Mueller pidieron a ISIS contactarles esperando que su hija estuviera todavía viva. " Os hemos enviado un mensaje privado y esperamos que nos respondáis en privado", dijeron Carl y Marsha Mueller en una declaración. Dijeron que no habían hablado a los medios de comunicación porque ISIS les advirtió de no hacerlo. Más tarde, en una entrevista en The Today Show, Carl Mueller expresó su frustración con la administración Obama sobre la manera en que condujo las negociaciones con los captores de su hija y su política de no pagar dinero por el rescate de rehenes, incluso aunque sean ciudadanos de Estados Unidos que viven en el extranjero es requerido pagar impuestos a los EE. UU.
"entendemos la política de no pagar rescate, pero por otro lado, cualesquier padres entenderían que harías cualquier cosa para traer a casa a tu hijo" dijo Carl Mueller. "Y probamos, y preguntamos. Pero ponen la política delante de la vida de ciudadanos estadounidenses. Y no lo conseguimos cambiar."

### Gobierno
Un funcionario estadounidense advirtió que sin pruebas de la muerte, la declaración del ISIS podría ser una estratagema del grupo terrorista para hacer que los jordanos y el resto de la coalición liderada por los Estados Unidos se abstuvieran de ataques aéreos más duros.
Después de que muchos medios de comunicación occidentales pusieran en duda la reclamación de la muerte de la rehén y la capacidad de los extremistas de identificar los F-16 jordanos y estadounidenses que volaban a gran altura, Jordania desestimó la reclamación de la muerte de la rehén como un truco publicitario de ISIS y una mentira, dado que el grupo era conocido por sus técnicas de propaganda en internet.
Después de que la familia de Mueller confirmó su muerte, el presidente Obama dijo "[Mueller] representa lo que es Estados Unidos, y expresó su orgullo profundo en las libertades que nosotros los americanos disfrutamos, y por las que que tantos otros luchan alrededor del mundo." El secretario de Estado de los Estados Unidos John Kerry emitió un comunicado declarando que "ISIS, y solo ISIS, es la causa de que Kayla se fue."
El Pentágono rehusó investigar si Mueller fue muerta por el ataque aéreo de la coalición. La política dicta que los Estados Unidos sólo investiga informes de víctimas cuando provienen de una "fuente creíble", la cual el Estado Islámico no era.

### Reconocimiento
En octubre de 2015, Mueller se convirtió en la primera persona en ser incluida póstumamente en el Salón de la Fama de la Northern Arizona University de Ciencias sociales. Fue reconocida como una alumna excepcional por su trabajo de ayuda humanitaria.
La operación de guerra que terminó con la muerte del líder del Estado Islámico Abu Bakr al-Baghdadi el 27 de octubre de 2019 fue nombrada Kayla Mueller.